# Shūeisha
Shūeisha Inc. (株式会社集英社 Kabushiki gaisha Shūeisha?) es una empresa editorial japonesa con sede en Chiyoda, Tokio, Japón. La compañía se estableció en 1925 como la división de publicaciones relacionadas con el entretenimiento de la editorial japonesa Shōgakukan. Al año siguiente, Shūeisha se convirtió en una empresa separada e independiente.
Las revistas manga publicadas por Shūeisha incluyen la línea de revistas Jump Comics, que incluye las revistas shōnen Shūkan Shōnen Jump, Jump Square y V Jump, y las revistas seinen Shūkan Young Jump, Grand Jump y Ultra Jump. También publican otras revistas, incluida Non-no. Shūeisha, junto con Shōgakukan, es propietaria de Viz Media, que publica manga de las dos compañías en Norteamérica.

## Historia
En 1925, Shūeisha fue creada por la importante editorial Shōgakukan (fundada en 1922). Jinjo Shogaku Ichinen Josei (尋常小學一年女生?) se convirtió en la primera novela publicada por Shūeisha en colaboración con Shōgakukan, el hogar temporal de Shūeisha. En 1927, se crearon dos novelas tituladas Danshi Ehon y Joshi Ehon. En 1928, Shūeisha fue contratada para editar Gendai Yūmoa Zenshu (現代ユーモア全集?), una recopilación de las obras del autor. Gendai Yūmoa Zenshu continuó 12 volúmenes, algunos temas son Joshi Shinjidai ei Shuji Cho y Shinjidai ei Shuji Cho (新時代英習字帳?). En la década de 1930 se lanzó otra novela llamada Tantei-ki Dan y Gendai Humor Zenshū se completó en 24 volúmenes. En 1931 se lanzaron dos novelas más, Danshi Yōchien y Joshi Yōchien.
Después de la Segunda Guerra Mundial, Shūeisha comenzó a publicar una línea de manga llamado Omoshiro Book. Omoshiro publica un libro de fotografías llamado Shonen Oja, que se convirtió en un gran éxito entre los niños de ese período. El primer volumen completo de Shōnen Ōja se lanzó como Shōnen Ōja Oitachi Hen, que se convirtió en un éxito de ventas instantáneo.
La primera revista publicada por Shūeisha fue Akaruku Tanoshii Shōnen-Shōjo Zasshi. En septiembre de 1949, Omoshiro Book se convirtió en una revista con todos los contenidos de la primera línea. En 1950, se publicó una edición especial de la revista con el título Hinomaru. Además de Omoshiro Book, en 1951 se publicó una versión femenina: Shōjo Book, que presentaba manga dirigido a adolescentes. El edificio Hitotsubashi de Shūeisha se volvió completamente independiente en 1952. En ese año, Omoshiro Book dejó de publicarse y Myōjō comenzó a publicarse como una revista mensual. La serie de Omoshiro Book se publicó en ediciones bunko-ban bajo la línea Omoshiro Manga Bunko. Se publicó una novela llamada Yoiko Yōchien y Omoshiro Book fue reemplazado por otra revista de manga para niños llamada Yōnen Book.
En 1951, se lanzó otra edición masculina de Shōjo Book, se hizo Shōnen Book y la serie Shōjo Book se lanzó en ediciones bunko-ban bajo el sello Shōjo Manga Bunko. En 1955, el éxito de Shōjo Book condujo a la publicación de Ribon actualmente en publicación. La novela Joshi Yōchien Kobato comenzó a publicarse en 1958. El 23 de noviembre, se publicó un número especial de Myōjō titulado Shūkan Myōjō. En la década de 1960, se lanzó otro número derivado de Myōjō llamado Bessatsu Shūkan Myōjō.
Shūeisha continúo publicando muchas novelas. Se lanzó una compilación de muchas series de libros de Omoshiro como Shōnen-Shōjo Nippon Rekishi Zenshū completa en 12 volúmenes. Se publicaron muchos otros libros, incluidos Hirosuke Yōnen Dōwa Bungaku Zenshū, Hatachi no Sekkei, Dōdō Taru Jinsei, Shinjin Nama Gekijō y Gaikoku kara Kita Shingo Jiten. En 1962, Shūeisha publicó una versión femenina de Myōjō titulada Josei Myōjō y muchas más novelas. En 1963, Shūeisha comenzó a publicar la exitosa revista Margaret con la rama adicional Bessatsu Margaret. La novela Ukiyo-e Hanga fue lanzada completa en siete volúmenes, y el libro ilustrado Sekai 100 Nin no Monogatari Zenshū fue lanzado en los 12 habituales. En 1964, Kanshi Taikei fue lanzado en 24 volúmenes más una reimpresión. En ese año se hizo una línea de novelas, Compact Books, y una línea de manga llamada Televi-Books ("televi": abreviatura de "televisión"). En 1965, se hicieron dos revistas más: Cobalt y la rama de Shōnen Book complemento de Bessatsu Shōnen Book.
En 1966, Shueisha comenzó a publicar Shūkan Playboy, Seishun to Dokusho y Shōsetsu Junior. Una novela llamada Nihonbon Gaku Zenshū generó 88 volúmenes. Se hizo otra revista de manga titulada Young Music. Deluxe Margaret comenzó a publicarse en 1967 y las líneas adicionales de Margaret Comics y Ribon Comics. En 1968, la revista Hoshi Young Sense comenzó a publicarse como un derivado del efímero Young Sense. Más tarde, ese mismo año, Margaret lanzó la revista Seventeen como una versión japonesa de la edición en inglés.
El 2 de julio de 1968, Shōnen Jump se creó el mismo año que una revista quincenal. En ese año se creó otra revista de manga para niños llamada Junior Comic y otra derivada de Ribon llamada Ribon Comic. En 1969 la revista Joker comenzó a publicarse junto con guts. Se publicaron varias otras novelas. La revista Bessatsu Seventeen comenzó a publicarse. En ese año Shonen Jump se convirtió en una antología semanal y cambió correctamente su título a Shūkan Shōnen Jump. Tras el final de Shōnen Book, comenzó un spin-off de Shūkan Shōnen Jump al mismo tiempo que se convirtió en semanal, inicialmente llamado Bessatsu Shōnen Jump. Cambió su nombre a Gekkan Shōnen Jump con el segundo número.
La década de 1970 comenzó con el lanzamiento de la revista de novelas Subaru y en 1971 comenzaron a publicarse las revistas Non-no y Ocean Life. La serie de novelas Gendai Nippon Bijutsu Zenshū generó 18 volúmenes y se convirtió en un gran vendedor. En 1972 Roadshow comenzó a publicarse y La rosa de Versalles comienza en la línea Margaret Comics ganando popularidad masiva. En 1973, la revista Playgirl comenzó a publicarse y la serie de novelas Zenshaku Kanbun Taikei generó 33 volúmenes enormes. En 1974 Shūkan Shōnen Jump lanzó Akamaru Jump. También Saison de Non-no comenzó su lanzamiento. En 1993 debuta una revista dedicada a los Videojuegos y nuevos mangas shōnen llamada V Jump.
En febrero de 2007 se anunció el cese definitivo de la publicación de la revista Gekkan Shōnen Jump, según la editorial por motivos de ventas. Siendo reemplazada para el mes de noviembre de por una nueva revista mensual, llamada Jump Square. Shūeisha anunció que en el verano de 2011, lanzaría una nueva revista de manga titulada Miracle Jump.
En octubre de 2016, Shūeisha anunció que habían creado un nuevo departamento el 21 de junio llamado Dragon Ball Room ((ドラゴンボール室 Doragon Bōru Shitsu?). Dirigido por el editor en jefe de V Jump, Akio Iyoku, está dedicado exclusivamente a Dragon Ball de Akira Toriyama y a optimizar y expandir la marca.
El 28 de enero de 2019, Shūeisha lanzó la versión global en inglés de Shōnen Jump+, titulada Manga Plus. Está disponible gratuitamente en todos los países excepto China y Corea del Sur, que tienen sus propios servicios separados. Se lanzó una versión en español el 25 de febrero de 2019, y puede tener una biblioteca de contenido diferente. Al igual que la aplicación japonesa, tiene grandes muestras de manga que se pueden leer de forma gratuita, incluidos todos los títulos actuales de Shūkan Shōnen Jump, una cantidad considerable de títulos de Shōnen Jump+ y algunos títulos de Jump Square. Sin embargo, a diferencia de la versión japonesa, los últimos capítulos de mangas de Shūkan Shōnen Jump actuales están disponibles de forma gratuita por tiempo limitado y no se vende contenido.
En mayo de 2022, Shueisha, en asociación con Aniplex, CloverWorks y Wit Studio, formaron una nueva empresa llamada JOEN. El objetivo de la empresa es facilitar la planificación y producción de series de anime para televisión, películas de anime y clips cortos.

## Revistas

### Línea de revistasJump
| Revista                                  | Estado   | Medio                      |
| ---------------------------------------- | -------- | -------------------------- |
| Shūkan Shōnen Jump (週刊少年ジャンプ?)   | Activa   | Revista de manga shōnen    |
| Saikyō Jump (最強ジャンプ?)              | Activa   | Revista de manga shōnen    |
| Bessatsu Shōnen Jump (別冊少年ジャンプ?) | Inactiva | Revista de manga shōnen    |
| Gekkan Shōnen Jump (月刊少年ジャンプ?)   | Inactiva | Revista de manga shōnen    |
| Shūkan Young Jump (週刊ヤングジャンプ?)  | Activa   | Revista de manga seinen    |
| Hobby's Jump (ホビーズジャンプ?)         | Inactiva | Manga shōnen y videojuegos |
| Business Jump (ビジネスジャンプ?)        | Inactiva | Antología de manga seinen  |
| Super Jump (スーパージャンプ?)           | Inactiva | Antología de manga seinen  |
| V Jump (Vジャンプ?)                      | Activa   | Revista de manga shōnen    |
| Fresh Jump (フレッシュジャンプ?)         | Inactiva | Revista de manga shōnen    |
| Ultra Jump (ウルトラジャンプ?)           | Activa   | Revista de manga seinen    |
| Young Jump (週刊ヤングジャンプ?)         | Activa   | Revista de manga seinen    |
| Jump SQ. (ジャンプSQ.?)                  | Activa   | Revista de manga shōnen    |
| Jump X [Kai] (ジャンプ改?)               | Activa   | Revista de manga seinen    |

### Otras revistas
| Revista                                                  | Estado   | Medio                                               |
| -------------------------------------------------------- | -------- | --------------------------------------------------- |
| Omoshiro Book (おもしろブック?)                          | Inactiva | Manga shōnen                                        |
| Hinomaru (よいこのとも?)                                 | Inactiva |                                                     |
| Shōjo Book (少女ブック?)                                 | Inactiva | Manga Shōjo                                         |
| Myōjō (明星?)                                            | Activa   | Música y cultura popular                            |
| Yōnen Book (幼年ブック?)                                 | Inactiva | Manga kodomo y shōnen                               |
| Ribon (りぼん?)                                          | Activa   | Manga shōjo                                         |
| Shūkan Myōjō (週刊明星?)                                 | Inactiva | Música y cultura popular                            |
| Shōnen Book (少年ブック?)                                | Inactiva | Manga shōnen                                        |
| Bessatsu Myōjō (別冊週刊明星?)                           | Inactiva | Música y cultura popular                            |
| Josei Myōjō (女性明星?)                                  | Inactiva | Moda femenina                                       |
| Margaret (マーガレット?)                                 | Activa   | Manga shōjo                                         |
| Bessatsu Margaret (別冊マーガレット?)                    | Activa   | Manga shōjo                                         |
| Bessatsu Shōnen Book (別冊少年ブック?)                   | Inactiva | Shōnen manga                                        |
| Shūkan Playboy (週刊プレイボーイ?)                       | Activa   | Hombres y manga seinen                              |
| Shōsetsu Junai (小説ジュニア?)                           | Inactiva | Novelas                                             |
| Nihonban Gaku Zenshū (日本文学全集?)                     | Inactiva |                                                     |
| Seishun to Dokusho (青春と読書?)                         | Activa   | Gráficos y arte                                     |
| Young Music (ヤングミュージック?)                        | Inactiva | Música                                              |
| Deluxe Margaret (デラックス マーガレット?)               | Inactiva |                                                     |
| Bessatsu Young Sense (明星ヤングセンス?)                 | Inactiva |                                                     |
| Weekly Seventeen (週刊セブンティーン?)                   | Inactiva |                                                     |
| Joker (ジョーカー?)                                      | Inactiva |                                                     |
| Guts (guts?)                                             | Inactiva |                                                     |
| Subaru (すばる?)                                         | Activa   |                                                     |
| Non-no (ノン－ノ?)                                       | Activa   | Moda femenina                                       |
| Ocean life (オーシャンライフ?)                           | Inactiva |                                                     |
| Roadshow (ロードショー?)                                 | Activa   |                                                     |
| Gekkan Seventeen (月刊セブンティーン?)                   | Inactiva | Moda femenina                                       |
| Play Girl (プレイガール?)                                | Inactiva |                                                     |
| Saison de Non-no (SAISON de non・no?)                    | Inactiva |                                                     |
| Shūkan Maragaret (週刊マーガレット?)                     | Inactiva |                                                     |
| Playboy (プレイボーイ?)                                  | Inactiva | Revista para hombres                                |
| More (MORE?)                                             | Activa   | Revista para mujeres                                |
| Bessatsu Hair Catalog (明星ヘアカタログ?)                | Inactiva |                                                     |
| Bouquet (ぶ～け?)                                        | Inactiva |                                                     |
| Cosmopolitan (コスモポリタン?)                           | Activa   |                                                     |
| Ribon Original (りぼんオリジナル?)                       | Inactiva | Manga shōjo                                         |
| You (ユー?)                                              | Inactiva | Manga josei                                         |
| Cobalt (COBALT?)                                         | Activa   | Novelas ligeras, antología bimestral de manga shōjo |
| Non-no More Books (non・no MORE BOOKS?)                  | Activa   |                                                     |
| Lee (リー?)                                              | Activa   | Revista para mujeres                                |
| Sumuappu (サムアップ?)                                   | Inactiva |                                                     |
| Dunk (DUNK?)                                             | Inactiva | Revista para hombres                                |
| Office You (OFFICE YOU?)                                 | Activa   |                                                     |
| Men's Non-no (メンズノンノ?)                             | Activa   | Revista para hombres                                |
| Young You (ヤングユー?)                                  | Inactiva | Manga josei                                         |
| Jōhō Chishiki Imidas (情報・知識 imidas?)                | Inactiva |                                                     |
| Shōsetsu Subaru (小説すばる?)                            | Activa   |                                                     |
| Monthly Bears Club (月刊ベアーズクラブ?)                 | Inactiva | Revista de manga seinen                             |
| Gekkan Tiara (月刊ティアラ?)                             | Inactiva |                                                     |
| Spur (SPUR?)                                             | Activa   | Revista para mujeres                                |
| Bart (revista) (バート?)                                 | Inactiva | Revista para hombres                                |
| Tanto (TANTO?)                                           | Inactiva |                                                     |
| Cocohana (ココハナ?)                                     | Activa   | Manga josei                                         |
| office YOU (オフィスユー?)                               | Activa   | Secretarías y manga josei                           |
| All Natural (モア・ナチュラル?)                          | Inactiva |                                                     |
| The Margaret (ザ マーガレット?)                          | Activa   | Manga shōjo                                         |
| Manga Allman (マンガ・オールマン?)                       | Inactiva | Revista de manga seinen                             |
| Tepee (Tepee?)                                           | Inactiva |                                                     |
| Telekids (テレキッズ?)                                   | Inactiva |                                                     |
| Maple (メイプル?)                                        | Inactiva |                                                     |
| Shueisha Shinsho (集英社新書?)                           | Activa   |                                                     |
| Cookie (クッキー?)                                       | Active   | Manga shōjo                                         |
| Baila (BAILA?)                                           | Activa   | Revista para mujeres                                |
| Sportiva (スポルティーバ?)                               | Activa   |                                                     |
| Maquia (MAQUIA?)                                         | Activa   | Revista para mujeres                                |
| Pinky (PINKY?)                                           | Activa   |                                                     |
| Yomu Ningen Dock Kenkō Hyakka (読む人間ドック 健康百科?) | Inactiva |                                                     |
| Uomo (UOMO?)                                             | Activa   | Revista para hombres                                |

## Revistas Kanzenban
Shūeisha ha publicado muchas revistas kanzenban. Las revistas Kanzenban consisten en una serie que se publica durante aproximadamente un año y luego otra y así sucesivamente, a diferencia de las revistas manga normales que tienen una variedad de series. La serie selecta tiene capítulos de aproximadamente tres volúmenes en cada número.

### Gekkan Comic Tokumori
Gekkan Comic Tokumori (月刊コミック特盛 Gekkan Kommiku Tokumori?) es una revista seinen kanzenban publicada por Home-sha, subsidiaria de Shūeisha. La revista actualmente serializa Nobunaga no Kyodai Tetsu Fune: Sengoku no Umi wo Seisu basado en samuráis cada mes.

### Shūeisha Original
Shūeisha Original (集英社オリジナル Shūeisha Orijinaru?) es una revista de manga multidemográfica publicada por Shūeisha. Cuenta con un kanzenban individual de una serie de manga clásica de Shūeisha. Cada número es una continuación del último kanzenban. Shūeisha Original solo ha presentado dos series que se han publicado en la revista durante mucho tiempo. La primera serie fue Chibi Maruko-chan de la antología de manga shōjo de Ribon. Chibi Maruko-chan apareció en la revista desde agosto de 2007 hasta enero de 2008. Rokudenashi Blues de Masanori Morita que se publicó en Shūkan Shōnen Jump comenzó en marzo de 2008 y actualmente se publica en Shūeisha Original.

### Shūeisha Remix
Shūeisha Remix (集英社リミックス Shūeisha Rimikkusu?) es una de las muchas revistas kanzenban publicadas por Shūeisha. Las revistas Shūeisha Remix se dividen en cuatro líneas: Shūeisha Jump Remix, Shūeisha Girls Remix, Shūeisha Home Remix y Shūeisha International Remix.

## Imprentas de novelas ligeras
- Cobalt Bunko: sello de novelas ligeras de Shūeisha que están dirigidas a las adolescentes.
- Chiffon Bunko: un sello centrado en las series románticas.
- Dash X Bunko: es un sello que se dirige a los hombres desde la adolescencia hasta los veinte años. Publica novelas ligeras originales que contienen varios géneros de: fantasía, ciencia ficción, misterio, romance, historia, terror. Las obras de novelas ligeras publicadas tendrán varias adaptaciones, como adaptaciones de manga en las revistas de manga Jump de Shūeisha, adaptaciones de anime, implementación de obras/proyectos de mediamix y adaptaciones de películas.
- Jump J-Books: una impresión que tiene novelizaciones y derivados del manga de Weekly Shonen Jump.
- Shūeisha Orange Bunko: un sello centrado en las mujeres.
- Super Dash Bunko: un sello desaparecido que publicaba novelas centrada en los adolescentes. Actualmente todas las novelas ligeras fueron heredadas a Dash X Bunko.